# Тернопільська спеціалізована школа № 17 імені Володимира Вихруща
Тернопільська спеціалізована школа І-ІІІ ступенів № 17 імені Володимира Вихруща з поглибленим вивченням іноземних мов  — середній освітній комунальний навчальний заклад Тернопільської міської ради в м. Тернополі Тернопільської області. Школа названа на честь українського поета, громадсько-політичного діяча Володимира Вихруща.

## Історія
Школа заснована в 1974 році.

## Сучасність

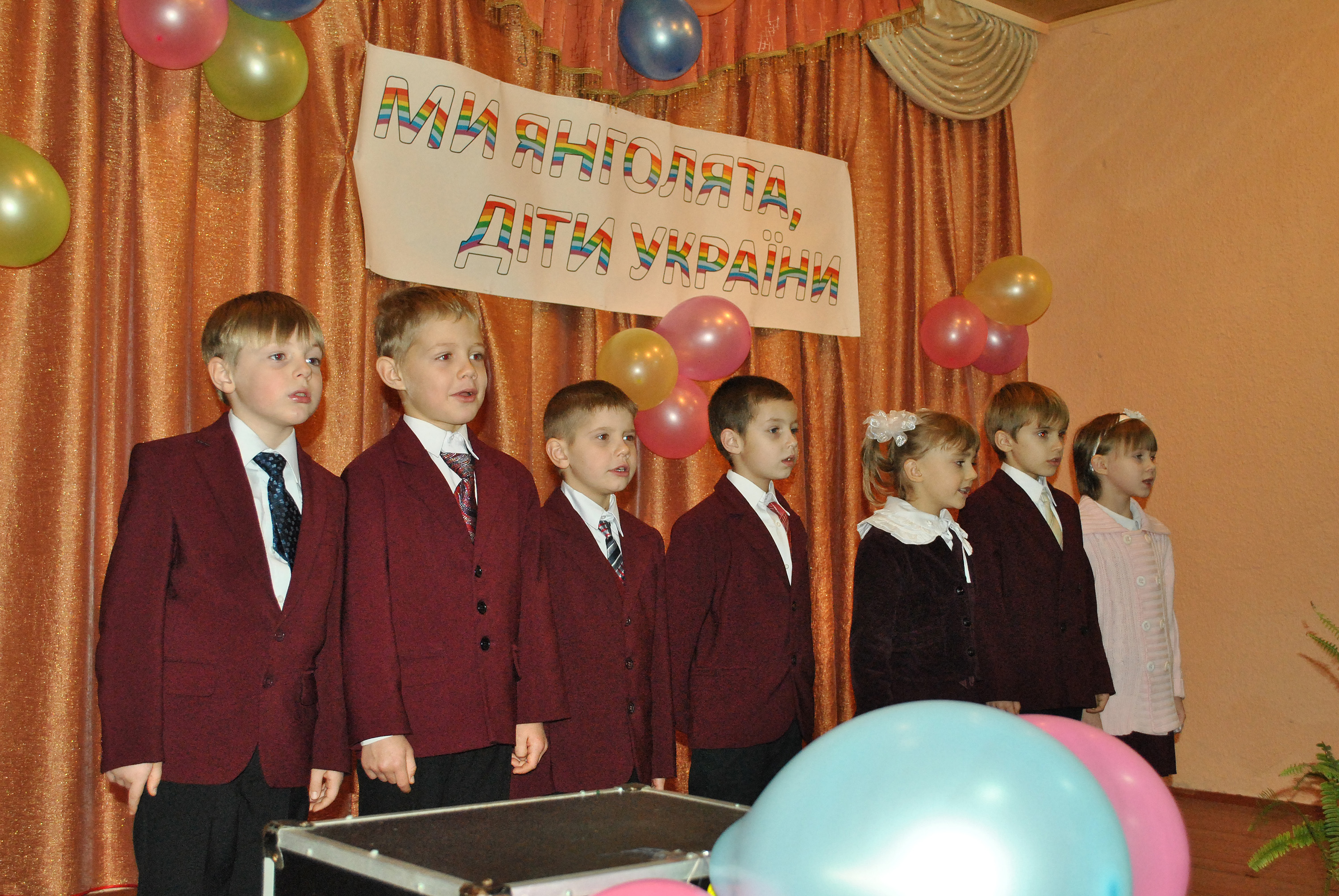
«Ми янголята, діти України»

У 22 класах школи навчається 550 учнів.
У школі діє профіль навчання з поглибленим вивченням німецької мови, також викладають англійську мову.

## Педагогічний колектив

### Директори
- Богдан Йосипович Чайка (до 2018),
- Агнія Всеволодівна Панченко (2018),
- Лариса Андріївна Патряк (від 2018)

## Відомі випускники
- Сергій Надал (нар. 1975) — український громадсько-політичний діяч, міський голова Тернополя від 2010.
- Петро Маланюк (1962—2009) — український науковець, педагог.